# VV Rheden in het seizoen 1959/60
Het seizoen 1959/1960 was het vijfde en laatste jaar in het bestaan van de Rhedense betaaldvoetbalclub Rheden. De club kwam uit in de Tweede divisie B en eindigde daarin op de 11e plaats. Door de sanering in het betaald voetbal heeft de KNVB de onderste drie teams van beide divisies, aangevuld met de voorlaatsten van het seizoen ervoor, in een degradatiepoule geplaatst. Hierin haalde de club de zevende plaats en degradeerde naar het amateurvoetbal.

## Wedstrijdstatistieken

### Tweede divisie B
|       | Be Quick | Enschedese Boys | Heerenveen | Hilversum | Oldenzaal | PEC   | Tubantia | Velocitas | Velox | Zeist | Zwartemeer | Zwolsche Boys |
| ----- | -------- | --------------- | ---------- | --------- | --------- | ----- | -------- | --------- | ----- | ----- | ---------- | ------------- |
| Thuis | 2 – 1    | 2 – 1           | 1 – 0      | 0 – 0     | 1 – 1     | 6 – 1 | 2 – 1    | 1 – 1     | 2 – 1 | 1 – 2 | 1 – 2      | 1 – 1         |
| Uit   | 1 – 1    | 1 – 1           | 2 – 0      | 1 – 1     | 5 – 3     | 1 – 0 | 2 – 1    | 3 – 0     | 0 – 0 | 2 – 2 | 2 – 1      | 2 – 1         |

### Degradatiecompetitie
| 1e speelronde                                                                                          | Zwartemeer                                                                         | 0 – 0         | Rheden                                                      |
| 10 april 1960 Plaats: Klazienaveen Mr. Ovingstraat Toeschouwers: 3.500 Scheidsrechter: Jan Groenewoud  |                                                                                    |               |                                                             |
| 2e speelronde                                                                                          | Rheden                                                                             | 0 – 0         | Zwolsche Boys                                               |
| 16 april 1960 Plaats: Rheden Thomassen-terrein Toeschouwers: 3.000 Scheidsrechter: Andries van Leeuwen |                                                                                    |               |                                                             |
| 3e speelronde                                                                                          | ONA                                                                                | 2 – 1 (0 – 1) | Rheden                                                      |
| 18 april 1960 Plaats: Walvisstraat Toeschouwers: 4.000 Scheidsrechter: Bob Tientjes                    | Jan Nijman 61' C. van Rhijn 75'                                                    |               | 37' Fijko Aalders                                           |
| 4e speelronde                                                                                          | Rheden                                                                             | 0 – 4 (0 – 2) | UVS                                                         |
| 24 april 1960 Plaats: Rheden Thomassen-terrein Toeschouwers: 1.000 Scheidsrechter: Joop Martens        |                                                                                    |               | 3', 22' Coen Rijshouwer 65' Leo van Toorn 81' Han Verhoeks  |
| 5e speelronde                                                                                          | Rheden                                                                             | 2 – 0 (0 – 0) | Xerxes                                                      |
| 1 mei 1960 Plaats: Rheden Thomassen-terrein Toeschouwers: 2.000 Scheidsrechter: Jan Groenewoud         | Henk Bosveld 75' Ap Bosveld 85'                                                    |               |                                                             |
| 6e speelronde                                                                                          | Velocitas                                                                          | 2 – 1 (2 – 0) | Rheden                                                      |
| 5 mei 1960 Plaats: Groningen Stadspark Toeschouwers: 2.000 Scheidsrechter: Cees Arkenbout              | Jan Bats 12', 43'                                                                  |               | 75' Ap Bosveld                                              |
| 7e speelronde                                                                                          | Rheden                                                                             | 1 – 2 (0 – 2) | Baronie                                                     |
| 8 mei 1960 Plaats: Rheden Thomassen-terrein Toeschouwers: 2.000 Scheidsrechter: Martin Schings         | Fijko Aalders 68'                                                                  |               | 1' Wim van den Broek 25' Piet van den Broek                 |
| 8e speelronde                                                                                          | Rheden                                                                             | 1 – 4 (0 – 0) | Zwartemeer                                                  |
| 15 mei 1960 Plaats: Rheden Thomassen-terrein Toeschouwers: 2.200 Scheidsrechter: Jan Mondeel           | Ap Bosveld 61'                                                                     |               | 67', 85' Tonny Roosken 69' Theo Kalter 80' (pen.) Job Drent |
| 9e speelronde                                                                                          | Zwolsche Boys                                                                      | 2 – 1 (1 – 1) | Rheden                                                      |
| 22 mei 1960 Plaats: Zwolle Gemeentelijk Sportpark Toeschouwers: 3.500 Scheidsrechter: Gerard Florin    | Wim Bisschop 5' Tinus van Kampen 81'                                               |               | 39' Ap Bosveld                                              |
| 10e speelronde                                                                                         | Rheden                                                                             | 2 – 1 (1 – 1) | ONA                                                         |
| 26 mei 1960 Plaats: Rheden Thomassen-terrein Toeschouwers: 1.500 Scheidsrechter: Joop Dreimüller       | Theo Bremer 35' Frits Smeenk 71'                                                   |               | 22' Joop Christ                                             |
| 11e speelronde                                                                                         | UVS                                                                                | 5 – 1 (3 – 0) | Rheden                                                      |
| 29 mei 1960 Plaats: Leiden Wassenaarseweg Toeschouwers: 2.500 Scheidsrechter: Janus Aalbrecht          | Wim van Kampen 34', 37' (pen) Leo van Toorn 45' Freek Filippo 61' Han Verhoeks 65' |               | 88' H.C.M. Westdorp                                         |
| 12e speelronde                                                                                         | Xerxes                                                                             | 1 – 1 (1 – 0) | Rheden                                                      |
| 4 juni 1960 Plaats: Rotterdam Xerxesweg Toeschouwers: 4.500                                            | Peet Geel 40'                                                                      |               | 68' Henk van de Kracht                                      |
| 13e speelronde                                                                                         | Rheden                                                                             | 2 – 2 (1 – 2) | Velocitas                                                   |
| 6 juni 1960 Plaats: Rheden Thomassen-terrein Toeschouwers: 200 Scheidsrechter: Cees Arkenbout          | Ap Bosveld 20' Fijko Aalders 60'                                                   |               | 35' Jurrie Smeltekop 40' Smit                               |
| 14e speelronde                                                                                         | Baronie                                                                            | 0 – 1 (0 – 0) | Rheden                                                      |
| 12 juni 1960 Plaats: Breda Beatrixstraat Toeschouwers: 7.000 Scheidsrechter: André La Croix            |                                                                                    |               | 87' Theo Bremer                                             |

## Statistieken Rheden 1959/1960

### Eindstand Rheden in de Nederlandse Tweede divisie B 1959 / 1960
| Stand | Gespeeld | Gewonnen | Gelijk | Verloren | Punten | Doelpunten voor | Doelpunten tegen |
| ----- | -------- | -------- | ------ | -------- | ------ | --------------- | ---------------- |
| 11e   | 24       | 6        | 9      | 9        | 21     | 31              | 34               |

### Topscorers
| #              | Naam                 | Goal |
| -------------- | -------------------- | ---- |
| 1.             | Fijko Aalders        | 8    |
| 1.             | Ap Bosveld           | 8    |
| 3.             | Piet Wijnholts       | 4    |
| 4.             | Bert Teunissen       | 3    |
| 5.             | Bosveld              | 2    |
| 5.             | Frits Smeenk         | 2    |
| 7.             | Piet Amsterdam       | 1    |
| 7.             | Theo Bremer          | 1    |
| 7.             | Henk Zennemers       | 1    |
| Eigen doelpunt |                      |      |
| 1.             | Homme Siebenga (PEC) | 1    |
| Totaal         | Totaal               | 31   |

| #      | Naam               | Goal |
| ------ | ------------------ | ---- |
| 1.     | Ap Bosveld         | 5    |
| 2.     | Fijko Aalders      | 3    |
| 3.     | Theo Bremer        | 2    |
| 4.     | Henk Bosveld       | 1    |
| 4.     | Henk van de Kracht | 1    |
| 4.     | Frits Smeenk       | 1    |
| 4.     | H.C.M. Westdorp    | 1    |
| Totaal | Totaal             | 14   |